# 조 프레이저

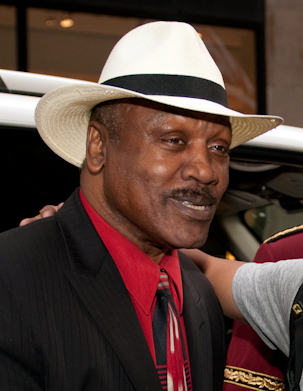
2010년의 프레이저.

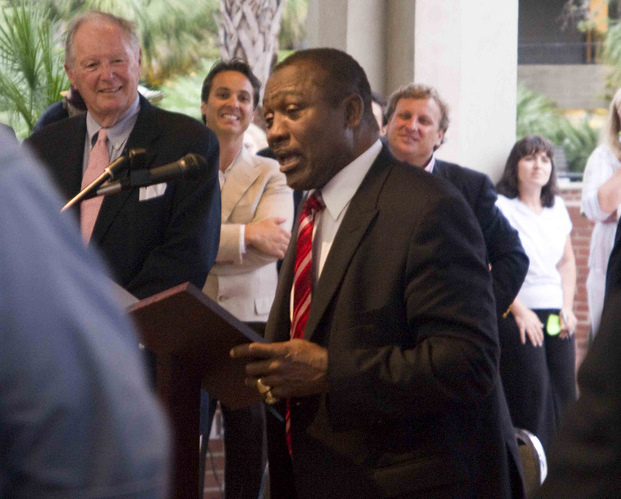
프레이저는 2010년 뷰포트에서 Order of the Palmetto를 받았다.

조지프 윌리엄 "조" 프레이저(Joseph William "Joe" Frazier, 1944년 1월 12일 ~ 2011년 11월 7일)는 미국의 프로 복싱 선수이자 1964년 하계 올림픽 금메달 수상자이다. "스모킹 조"라는 별명을 갖고 있으며, 1970년부터 1973년까지 헤비급에서 독보적인 챔피언이었다. 그는 또한 무하마드 알리를 이긴 최초의 권투 선수였다.

## 생애
조 프레이저는 사우스캐롤라이나주 뷰퍼트에서 열두번째 자식으로 태어났다.
2011년 9월 말 간암 진단을 받았다. 수주 안에 암은 전이되었다. 2011년 11월 호스피스 간호를 받다가 11월 7일 사망하였다.

## 참고 문헌
- Frazier, Joe (March 1996). 《Smokin' Joe: The Autobiography》. MacMillan. ISBN 002860847X.
- Hoffer, Richard (2011년 11월 21일). “Joe Frazier 1944–2011”. 《Sports Illustrated》. 2013년 1월 28일에 원본 문서에서 보존된 문서. 2011년 11월 30일에 확인함.